# No Remorse
| Recensione             | Giudizio |
| ---------------------- | -------- |
| AllMusic               |          |
| Encyclopaedia Metallum | 98/100   |

No Remorse è una raccolta del gruppo musicale britannico Motörhead, pubblicata nel 1984. È stato l'ultimo disco del gruppo pubblicato dall'etichetta discografica Bronze Records.

## Descrizione
Questa, per i Motörhead, è stata l'ultima uscita per la Bronze Records e, quella in cui ha debuttato una nuova formazione della band, che contava quattro membri: Lemmy Kilmister, l'unico rimasto dal complesso originale, Phil Campbell e Würzel come chitarristi e Pete Gill alla batteria.
La raccolta contiene i classici della band ma anche nuove canzoni registrate per l'occasione come Locomotive, Steal Your Face, Snaggletooth e la leggendaria Killed by Death, estratta anche come singolo.
La prima versione in CD non contiene le due cover presenti nell'LP: Louie Louie e Leaving Here.
Nel giugno del 2017 la rivista Rolling Stone ha collocato l'album alla settima posizione dei 100 migliori album metal di tutti i tempi.

## Tracce
Disco 1
1. Ace of Spades (Eddie Clarke, Lemmy Kilmister, Phil Taylor) - 2:48
2. Motörhead (Kilmister) - 3:37
3. Jailbait (Clarke, Kilmister, Taylor) - 3:33
4. Stay Clean (Clarke, Kilmister, Taylor) - 2:42
5. Too Late, Too Late (Clarke, Kilmister, Taylor) - 3:26
6. Killed by Death (Burston, Campbell, Gill, Kilmister) 4:42 (*)
7. Bomber (Clarke, Kilmister, Taylor) - 3:43
8. Iron Fist (Clarke, Kilmister, Taylor) 2:54
9. Shine (Kilmister, Robertson, Taylor) - 3:11
10. Dancing on Your Grave (Kilmister, Robertson, Taylor) - 4:30
11. Metropolis (Clarke, Kilmister, Taylor) - 3:37
12. Snaggletooth (Burston, Campbell, Gill, Kilmister) - 3:51 (*)

Disco 2
1. Overkill (Clarke, Kilmister, Taylor) - 5:15
2. Please Don't Touch (Robinson) - 2:49
3. Stone Dead Forever (Clarke, Kilmister, Taylor) - 4:54
4. Like a Nightmare (Clarke, Kilmister, Taylor) 4:28
5. Emergency (Dufort, Johnson, McAuliffe, Williams) - 3:00
6. Steal Your Face (Burston, Campbell, Gill, Kilmister) - 4:31 (*)
7. Louie Louie (Richard Berry) - 2:55
8. No Class (Clarke, Kilmister, Taylor) 2:41
9. Iron Horse (Brown, Lawrence, Taylor) - 3:48
10. (We Are) the Road Crew (Clarke, Kilmister, Taylor) - 3:12
11. Leaving Here (Holland, Dozier, Holland) - 3:05
12. Locomotive (Burston, Campbell, Gill, Kilmister) - 3:25  (*)

Tracce bonus ristampa CD
13. Under the Knife (Burston, Campbell, Gill, Kilmister) - 3:50  (*)
14. Under the Knife (Burston, Campbell, Gill, Kilmister) - 4:54  (*)
15. Masterplan (Slotts, Swenson) - 2:55
16. No Class (Clarke, Kilmister, Taylor) - 2:32
17. Stand by Your Man (Sherril, Tammy Wynette) - 3:06
Le tracce 16 e 17 sono cantate insieme a Wendy O. Williams e facevano parte dell'EP Stand by Your Man.
(*) = Inediti

## Formazione
- Lemmy Kilmister – basso, voce
- "Fast" Eddie Clarke – chitarra
- Phil "Philthy Animal" Taylor – batteria
- Brian "Robbo" Robertson - chitarra (Disco 1: 9, 10)
- Michael "Würzel" Burston – chitarra (Disco 1: 6, 12 - Disco 2: 6, 12, 13, 14)
- Phil "Zööm" Campbell – chitarra (Disco 1: 6, 12 - Disco 2: 6, 12, 13, 14)
- Pete Gill – batteria (Disco 1: 6, 12 - Disco 2: 6, 12, 13, 14)